# 小牙草
小牙草（学名：Dentella repens）为茜草科小牙草属下的一个种。